# Großsteingrab Drelsdorf
Das Großsteingrab Drelsdorf (auch Bunebarg genannt) war eine megalithische Grabanlage der jungsteinzeitlichen Nordgruppe der Trichterbecherkultur bei Drelsdorf im Kreis Nordfriesland in Schleswig-Holstein. Es trägt die Fundplatznummer Drelsdorf LA 29.
Die Anlage besaß eine Hügelschüttung unbekannter Form und Größe, die sich Mitte des 20. Jahrhunderts im Gelände noch als schwache Erhebung und helle Bodenverfärbung abzeichnete. Bei einer Begehung des Standorts des Grabes wurden zahlreiche Stücke gebrannten Feuersteins gefunden, die vom Bodenpflaster einer zerstörten Grabkammer stammen. Weiterhin wurde eine verzierte jungsteinzeitliche Keramikscherbe entdeckt.

## Sage
Gemäß einer Sage soll es bei dem Grab gespukt haben und Kettenrasseln soll zu hören gewesen sein.